# Texas Dynamo
Texas Dynamo è un film del 1950 diretto da Ray Nazarro.
È un western statunitense con Charles Starrett, Smiley Burnette, Lois Hall, Jock Mahoney e John Dehner. Fa parte della serie di film western della Columbia incentrati sul personaggio di Durango Kid.

## Produzione
Il film, diretto da Ray Nazarro su una sceneggiatura di Barry Shipman, fu prodotto da Colbert Clark per la Columbia Pictures e girato nell'Iverson Ranch a Chatsworth, Los Angeles, California, dal 14 al 21 febbraio 1950.

## Distribuzione
Il film fu distribuito negli Stati Uniti dal 1º giugno 1950 al cinema dalla Columbia Pictures.
Altre distribuzioni:
- in Brasile (O Dínamo do Texas)
- nel Regno Unito (Suspected)